# Rectificatie (journalistiek)
In de journalistiek wordt de aanduiding rectificatie gebruikt voor een tekstsoort waarin een redactie of auteur openlijk terugkomt op berichtgevingsfouten en deze verbetert. Bijvoorbeeld bij een canard. Zo'n publicatie heeft een element van erkenning en rechtzetting. Ook kan hij of zij via zo'n feitencorrectie een vorm van genoegdoening verlenen aan een persoon en recht doen aan een geschaad belang.

## Inleiding
In een oud handboek omschreef de docent journalistiek Piet Heil zijn vak als "de voortdurende poging om misverstanden te voorkomen". In de massa van feiten die de pers dagelijks publiceert wordt al snel een fout gemaakt en ook een onzorgvuldigheid of zelfs een onrechtmatigheid is niet uitgesloten, zelfs wanneer een ervaren eindredacteur de kopij controleert. Sommige gedrukte media hebben daarom een als zodanig herkenbare rectificatierubriek. Die heet dan bijvoorbeeld "Correcties & aanvullingen".
De behoefte aan een rectificatie neemt toe naarmate het misleidende karakter ernstiger is. Kleine vergissingen, typefouten en taalfouten worden zelden gecorrigeerd. Een wederhoor wordt ook weleens opgevat als een rectificatie, strikt genomen wordt hier echter een andere visie gesteld tegenover de eerdere voorstelling van zaken.

## Pers, radio en tv
Fouten openlijk toegeven en corrigeren is in de journalistiek geen alom erkend gebruik: er zijn dagbladen die zelden rectificaties plaatsen en zeker geen vaste rectificatierubriek kennen. Met name op tv en radio  worden fouten uiterst zelden als zodanig gerectificeerd. De nieuwslezer of presentator volstaat doorgaans door de fout in een latere uitzending niet opnieuw te maken of door deze onopvallend te verbeteren. Hetzelfde komt voor bij kranten die met een editiestelsel werken: dan wordt de omissie in elk geval in de latere (of elders gedrukte) edities niet herhaald. Rectificaties worden vaak verhuld als "nieuwsupdate" c.q. addendum, bijvoorbeeld onder het kopje "Nogmaals", maar het betreft dan wel degelijk correcties.

## Digitale media
Bij digitale bronnen zijn andere rectificatiegewoonten ontstaan. De internetversie van journalistieke publicaties op het web en van Teletekst kunnen 24 uur per dag worden bijgewerkt: doorgaans wordt de fout dan overschreven en wordt deze hooguit als nieuwsupdate gepresenteerd. Uit de context wordt soms wel duidelijk op welk tijdstip het oorspronkelijke bericht is bijgewerkt maar zonder dat de lezer zelf in staat wordt gesteld te controleren wat er precies is gerectificeerd.
Veel journalistieke producties worden al dan niet rechtmatig op internet doorgeplaatst of gereetweet.  Dit hergebruik vergroot het afbreukrisico van een professionele redactie die haar gezag juist ontleent aan haar betrouwbare nieuwsvoorziening. De geloofwaardigheid van een redactie groeit als zij onverwijld en zonder externe aandrang of dwang fouten openhartig rectificeert. Een zorgvuldig werkende nieuwsbron, een persbureau of freelancer die het publicatierecht uit handen geeft is veelal niet in staat te regelen dat onverhoopte maar noodzakelijke rectificaties ook door derden wordt gepubliceerd en gearchiveerd. Het risico dat een herzien artikel ongerectificeerd blijft opgeslagen in een digitaal archief, dus zonder verwijzing naar de rechtzetting is daardoor groot. Dit geldt ook voor YouTube, Uitzending Gemist, voor de resultaten van zoekmachines, video- en andere gegevensdragers.

## Reputatieschade
Een journalistieke fout kan grote gevolgen hebben voor de reputatie van individuen en organisaties. Denk aan de onverhoedse publicatie van een necrologie: zie de lijst van voorbarige overlijdensberichten. Van een springlevende Mark Twain stamt de beroemde relativering: "Het bericht van mijn dood is overdreven".
Iemand die via een foto, een onjuiste vermelding of een persoonsverwisseling ten onrechte in verband wordt gebracht met bijvoorbeeld een delict of verdenking, kan er nog lang de gevolgen van ondervinden. Een redactionele fout kan derden ook onbedoelde voordelen opleveren, zoals aanloop van nieuwe klanten of meer pageviews. De schade van een niet op tijd gerectificeerde fout kan groot zijn: zoals bij een bankrun die het gevolg is van een 1 aprilgrap.

## Geschillen, rechtstreekse oplossingen
Wie rectificatie verlangt zal dat verzoek allereerst rechtstreeks richten tot degene die verantwoordelijk is voor de publicatie. De kans dat feiten worden gecorrigeerd is groter dan de kans dat onwelgevallige meningen worden bijgesteld. Als er sprake is van smaad of laster speelt ook het journalistieke genre mee bij de afweging tot publicatie van een rectificatie; een onjuist gebleken feit in een nieuwsbericht of infographic wordt eerder rechtgezet dan een onwelgevallige opvatting in een commentaarrubriek, cartoon of column.
Een redactie kan uit zichzelf een rectificatie plaatsen en daarbij de naam van de verzoeker onvermeld laten. Corrigerende lezersreacties onder een webbericht kunnen de noodzaak van een rectificatie verminderen. Het gezag en het maatschappelijk effect van digitale reacties van een lezer is echter twijfelachtig, mede omdat hun identiteit zelden vaststaat en eenvoudig te manipuleren valt.
Ook het afdrukken van een ingezonden brief wordt door redacties gezien als een middel om een fout recht te (laten) zetten. Wordt zo'n lezersbrief niet terstond ingezonden, dan neemt de kans op publicatie wel sterk af. De verschijningsfrequentie van het medium hangt samen met de plaatsingskans: na een week accepteert een dagblad een rechtzetting waarschijnlijk niet meer, een tijdschrift publiceert het dan wellicht wel. Soms voorziet een redactie een ingezonden brief weer van een nawoord of wordt de tekst bewerkt of ingekort. Het is gebruikelijk dat aan de tekstlengte van lezersreacties limieten worden gesteld.
Soms beschikken media over een eigen ombudsman (journalistiek). Dit is een speciaal daarvoor aangewezen redacteur die oordeelt en publiceert over de kwaliteit van de berichtgeving van zijn of haar eigen collega's. Ook kritiek op de fotoselectie kan tot het domein van zo'n mediaombudsman behoren. Naarmate hij of zij in grotere autonomie kan oordelen kan diens bemoeienis ook worden ingedeeld bij ‘tussenkomst van derden'.

## Geschillen en tussenkomst van derden
Als rechtstreekse rectificatiepogingen niet tot genoegdoening leiden, dan kan een benadeelde partij naar de burgerlijke rechter stappen. Bij misleiding, smaad of laster kan een rechter het nieuwsmedium veroordelen tot plaatsing of uitzending van een rectificatie. De rechter kan bevelen dat herhaling van een gewraakte passage achterwege blijft, of dat een persoon onherkenbaar wordt gemaakt (zwart balkje, stemvervorming, initialen). De rechter kan ook een schadevergoeding opleggen als genoegdoening en om herhaling te voorkomen. Omdat bij een slepende juridische bodemprocedure de (vermeende) belangenschending te lang voortduurt is het meestal de kortgedingrechter die om een uitspraak wordt verzocht en die een eventuele rectificatie beveelt. De tekst, vorm, grootte, het publicatiemoment en de redactionele plaats (bijvoorbeeld op de voorpagina of binnenin) kunnen daarbij minutieus zijn voorgeschreven. Hoewel een rectificatie zelden een indruk volledig uitwist maar juist herhaalde aandacht genereert (zie hierna) wordt een ‘rechtzetting' door rechters en journalisten vaak beschouwd als voldoende.
Ook de Raad voor de Journalistiek (Nederland), een particuliere klachtinstelling, kan om een openbare uitspraak gevraagd worden over de gegrondheid van journalistieke gedragingen, zoals over het uitblijven van een rectificatie. Vaak komt het ontbreken van hoor en wederhoor in de journalistiek aan de orde. Maar lang niet alle media erkennen het gezag van dit zelfreguleringsorgaan. Ook Vlaanderen kent voor beroepsethische kwesties een Raad voor de Journalistiek.
Van integrale openbaarmaking van de uitspraak (in het medium dat de betwiste daad beging) gaat niet direct een rectificerende werking uit. Het in juridisch jargon gestelde oordeel concentreert zich niet op de weerlegging van feiten maar op de journalistieke gedraging. Publicatie wordt beschouwd als een onterende straf.
Een belanghebbende die een rectificatie verlangt van een vermeende fout kan deze niet zomaar opeisen. Zelfs indien een benadeelde partij de rechtzetting wil realiseren via een advertentie op eigen kosten kan een medium zo'n advertentie weigeren.
Spectaculaire rectificaties van eigen fouten door een redactie kunnen op zich weer een bron van nieuws en collegiaal leedvermaak vormen voor concurrerende media, ook voor meer beschouwende media die specifiek over journalistieke gedragingen gaan zoals Villamedia en mediaprogramma's op de (Nederlandse) tv zoals De Leugen Regeert, Het Blauwe Licht en De waan van de dag.

## Betekenis toevoegen, niet uitwissen
Eigenschap van een rectificatie is dat deze nooit indrukken kan uitwissen, zij voegt altijd nieuwe kennis toe. Benadeelde partijen denken daarom bij reputatieschade vaak wel drie keer na voordat zij een rectificatie eisen. Het vervolgbericht rakelt immers opnieuw de aandacht op voor de gevoelige kant van een twistpunt. Deze negatieve bijwerking kan de schade vergroten omdat het publiek door de nasleep opnieuw wordt herinnerd aan het voorval. Omdat in het langetermijngeheugen van mensen mogelijk wel de spectaculaire fout maar niet de correctie wordt herinnerd, zien sommige benadeelden af van actie en leggen zich erbij neer onder het motto "Wie geschoren wordt moet stilzitten".

## Vlaanderen: recht van antwoord
Nederland kent geen rectificatierecht, alleen een rectificatieplicht voor het publiciteitsorgaan zodra een rechter dat beveelt. In Vlaanderen bestaat het recht van antwoord dat voor de gedrukte media en de omroep apart is geregeld. Onder voorwaarden kan een slachtoffer eisen dat een reactie wordt geplaatst. Het recht van antwoord betreft met name beschuldigingen en laster. In Vlaanderen bestaat ook het recht om voor de rechter schadevergoeding te vorderen.

## Andere correctievormen en gerelateerde thema's
- De epanorthosis is een bijzondere vorm van rectificatie: een opzettelijk gemaakte fout die tot doel heeft om hiermee te proberen extra aandacht te genereren. Voorbeeld: bladenmaker Rob van Vuure maakte herhaaldelijk opzettelijke fouten in zijn boeken. Via een "Erratum" vestigde hij zo meer aandacht op saillante details. Strikt genomen wijst een erratum op een fout van de uitgever en een corrigendum op een fout van de auteur zelf.[3]
- Een addendum is feitelijk geen rectificatie maar een aanvulling op een tekst. Dit begrip wordt behandeld op de pagina over het erratum, de rechtzetting van een (druk)fout.
- De preteritie is een benaming uit de retorica: iets beweren en tezelfdertijd intrekken waardoor je de bewering toch herinneringswaarde meegeeft: "Ik ga vandaag niet zeggen dat de minister liegt" of "Ik beweer niet dat de prins corrupt is".
- Een hedendaagse vorm van "rectificeren" is het intrekken van een vervelende beschuldiging. Zo dus niet. Ondanks de doorhaling blijft de oorspronkelijke tekst wel degelijk onleesbaar.
- Reformatio in peius is een juridische term voor de verandering die je ondergaat als je door het instellen van bezwaar of beroep er slechter voor komt te staan dan zonder.
- Een terugroepactie duidt op een terughaalactie van een onveilig handelsproduct door een leverancier. Bij hoge uitzondering wordt de nog niet verkochte oplage van een krant of tijdschrift uit de winkelrekken teruggehaald in verband met een ernstige fout.
- Tekstcorrectie vóór publicatie gebeurt door een corrector. Het is een door de invoering van desktop publishing uitstervend beroep: correctoren kijken zetproeven na en voorzien fouten van correctietekens voor tekst.
- Rectificaties worden ook rancuneus gebruikt - met name door journalisten die politieke incorrectheid als genre beoefenen - om iemands reputatie nogmaals te beschadigen. De getroffene durft soms niet te reageren op zo'n shocklog uit vrees voor een nieuwe aanval.
- Nasleepeffect[4]: een psychologische theorie over het fenomeen dat een plausibel bericht op termijn overtuigender overkomt en beter beklijft dan de publieke ontkenning ervan.
- De Rechtzetting is een Vlaamse website die satirische, valse nieuwsberichten publiceert.